# Marco Dall'Aquila
Marco Dall'Aquila (L'Aquila, 1480 – Venezia, 1538) è stato un liutista e compositore italiano.
Fu uno dei più importanti esponenti del ricercare polifonico. Si esibì al liuto per i nobili nei loro palazzi. Morì nel 1538 presumibilmente a Venezia.

## Composizioni
- Ricercar No.16, for lute
- Ricercar No.33, for lute
- Ricercar
- Il est Bel et Bon
- Ricervar Lautre Jour, No 101
- Nous Bergiers
- La Traditora, No 3
- La Traditora, No 2
- La Battaglia (after Janequin)
- La cara cosa, for lute (No 36f)
- Ricercar/Fantasia for lute
- Ricercar for lute (No 24)
- Ricercar for lute (No 16)
- La traditora, for lute (No 38)
- Priambolo for lute (No 71)
- Amy souffrez, for lute (No 62)
- Ricercar for lute (No 19)
- Ricercar for lute (No 101)
- Ricercar/Fantasia for lute (No.26)
- Ricercar for lute (No 28)
- Ricercar for lute (No 70)
- Ricercar for lute (No 22)
- Ricercar for lute (No 18)
- Ricercar for lute (No 15)
- Ricercar/Fantasia for lute
- Ricercar for lute (No.26)
- Ricercar for lute (No.17)
- Ricercar for lute (No.13)
- Ricercar for lute (No.20)
- Fantasia for lute (No.27)
- Ricercar for lute (No.6)
- Fantasia for lute (No.9)
- Pioverin, for lute
- Il Marchese di Saluzzo, for lute
- Fantasia for lute (No.28)
- Ricercar for lute (No.4)
- Ricercar for lute (No.2)
- Ricercar for lute (No.5)
- Pomo, for lute
- Pavana for lute
- Piva for lute
- Tocha tocha la canella, for lute
- Fantasia for lute (No.7)
- Carnalesca, for lute